# Inteligencia Competitiva
La Inteligencia Competitiva (IC) es un proceso híbrido de planeación estratégica y actividades de investigación de mercados. Tiene por finalidad recopilar y sintetizar información relacionada con los factores externos a la organización como competidores, mercado, tecnología, innovación, investigación y desarrollo. Con el objetivo de usar la información obtenida para el mejoramiento interno de la empresa.
Se sustenta por la teoría de la ventaja competitiva, economía de la información, los recursos y las capacidades, y  de técnicas de la gestión de la información, busca coadyuvar en la toma de decisiones estratégicas para que puedan ser acompañadas y sustentadas en conocimiento objetivo. 

## Historia
El concepto de IC se ha escuchado con más frecuencia debido a que, muchas organizaciones han desarrollado y afinando sus procesos de inteligencia, las organizaciones ahora entienden que la información oportuna y a tiempo acerca de su entorno externo es necesario para identificar y maximizar sus áreas de oportunidad y para minimizar sus riesgos en la toma de decisiones. 

### Conceptualización de la Inteligencia Competitiva
El término IC está compuesto por las palabras inteligencia que se refiere a la capacidad de adaptarse a nuevas situaciones y se relaciona con términos como comprensión, invención, dirección, razonamiento, solución de problemas, entre otros, y competitividad que se refiere a la capacidad de una organización para producir y mercadear productos en mejores condiciones de precio, calidad y oportunidad que sus rivales por lo que, el proceso de inteligencia competitiva genera para la organización información estratégica a través de buscar, recopilar, analizar y generar conocimiento objetivo de calidad para soportar la toma de decisiones con el fin de obtener ventajas competitivas para crecer y trascender.
La inteligencia competitiva ha sido conceptualizada por diferentes autores, algunas de las definiciones asociadas a este concepto son:
Entre las diversas definiciones de IC se identifican palabras que definen el proceso con detalle y con énfasis especial en vocablos como ético, legal y regulatorio, que aplican y rigen todas las fases del proceso. 
- Es un proceso ordenado y sistemático que se realiza para obtener y analizar información sobre un sector, su industria (productos y servicios), su entorno (clientes y proveedores) y las características y estrategias de los competidores existentes, con el objetivo de hacer más competitiva a una empresa.[4]
- Es el proceso de obtención, análisis, interpretación y difusión de información de valor estratégico sobre la industria y los competidores, que se transmite a los responsables para la toma de decisiones en el momento oportuno.[4]
- Es el arte de localizar, recoger, procesar y almacenar información para hacerla disponible a las personas de una organización, dando un vistazo a las amenazas y oportunidades presentes y futuras que permitan anticiparse, respetando siempre un código ético y legal.[5]
- Es un proceso en el cual se junta la información del cómo están nuestros competidores y proveedores, ya sea la actual o empresas que en un futuro cumplan con las características, aparte de las empresas también se deben de tomar en cuenta la situación del mercado, la política , tecnológica y demográfica.[6]
- Proceso de investigación que permite recabar información sobre todos los actores externos que componen el mercado, la metodología se enfoca en recopilar y analizar más a fondo datos sobre la industria, consumidores, productos, competencia actual y potencial.[7]
- Es el análisis de todo lo que sucede fuera de la empresa y tiene un efecto directo sobre ella. Se analiza la industria y el entorno empresarial: industria, sector, competencia, tipo de producto, precio, cuáles son las principales tendencias en campañas publicitarias, las necesidades del mercado objetivo, cuál es, etc. En este análisis es importante tener en cuenta aspectos como el entorno regulatorio o tecnológico, que pueden tener un impacto significativo en las operaciones de una empresa, independientemente del tipo de negocio.[8]

La inteligencia competitiva con el paso de los años ha impactado a diversas áreas de la ciencia, entre éstas se destacan: las ciencias sociales, cómputo, artes y humanidades, negocios, gestión y contabilidad, medicina, ingeniería, entre otras.

## Ciclo de la inteligencia competitiva
Para que el proceso de IC sea eficiente y eficaz, las organizaciones deben gestionarlo adecuadamente. El ciclo de la IC se propone como una metodología que permite seguir un curso bien definido y estructurado con actividades específicas a realizar en cada etapa. Todos los pasos individuales del proceso de IC son interdependientes y se relacionan entre sí, por lo que, un error en un paso inevitablemente se refleja en todas las demás fases.
1. Establecer necesidades: El ciclo de IC inicia con el establecimiento de las necesidades, para poder identificarlas es necesario tener un profundo conocimiento acerca del entorno organizacional, de la planeación estratégica, de los objetivos estratégicos que persigue alcanzar, de los recursos con los que cuenta y capacidades, entre otros. El objetivo de esta primera etapa es identificar cuáles son las necesidades de conocimiento objetivo que son de interés para la organización, tales como, competidores, clientes, gobierno, industria, grupos de interés, tecnología, innovación, entorno del mercado, entre otro.
2. Recolección de datos: Esta actividad es la más sensible de todas las fases del ciclo de inteligencia competitiva, si no se identifican las fuentes de datos adecuadas, el proceso de IC generará muy probablemente información poco confiable. Al recopilar datos se deben considerar varios elementos, por ejemplo, las fuentes de datos que pueden ser formal, informal, primaria, secundaria, visible, invisible, estructurada, no estructurada, entre otros. El tipo de buscador que puede ser general o específico además del tipo de datos que puede ser general o muy especializado, entre otros.
3. Análisis de datos: El siguiente paso del ciclo de IC se refiere a la síntesis y el análisis de los datos, haciendo uso de las herramientas adecuadas dependiendo del tipo de datos a analizar. En esta etapa se concentra el valor de la IC, aquí se estandarizan los datos, se limpian, se clasifican, se procesan y se identifican patrones, es decir, se transforman los datos para convertirlos en información y conocimiento objetivo.
4. Comunicar Inteligencia: En esta etapa se comunica el resultado del análisis a las áreas correspondientes haciendo uso de herramientas digitales como el correo electrónico, reuniones virtuales, dashboards o de una manera más tradicional, mediante papeles o reuniones presenciales. Es importante difundir la naturaleza de la inteligencia y dicha difusión se concentra en 4 factores: 1) La oportunidad: Hacer llegar al destinatario con el mayor tiempo de anticipación posible y dentro del plazo solicitado, la información solicitada deja de ser útil al paso del tiempo y si esta llega tarde; 2) Pertinencia: La correcta selección de receptores de información o destinatarios de la inteligencia con base en sus responsabilidades; 3) Conveniencia: Refiriéndose como la necesidad de la inteligencia presentada al destinatario con las características y formato adecuado, para su mejor comprensión; 4) La seguridad: Comprende la protección de la información para que la información llegue únicamente a los destinatarios previstos y la garantía de que los medios a utilizar para pasar dicha información sea segura y confiable.
5. Tomar acción: Esta última fase es una herramienta que dará paso a la toma de decisiones con un contexto amplio, valorando criterios internos y externos recopilados directamente por el sistema de inteligencia competitiva generando la información necesaria para reducir las incertidumbres y las incógnitas del tema, todo para facilitar o mejorar la eficacia de las decisiones a tomar.
6. Retroalimentación: Esta parte de la inteligencia competitiva, es un ciclo continuo, por lo que debe ser ajustada a lo largo del tiempo, permitiendo avanzar junto con el entorno y mejorando la capacidad del proceso de inteligencia competitiva para así poder mantener su eficacia y en dado caso mejorar su funcionamiento.

## Herramientas para llevar a cabo procesos de inteligencia competitiva
Para atender las diferentes necesidades del ciclo de la IC, existen diversas herramientas, procesos o metodologías que pueden ser útiles para las organizaciones tener en mente, algunas de ellas son:
Fase 1. Establecer necesidades
Para esta fase existen herramientas que permiten hacer el diagnóstico de necesidades de inteligencia competitiva, una herramienta es el cuestionario de diagnóstico que propone Tyson Kirk compuesto por las siguientes dimensiones que identifican información de la empresa y la industria. 3 
- Las estrategias generales de la empresa. ¿Cómo van a lograr los objetivos de la empresa?
- Los factores clave del negocio. ¿Qué es lo que hace a la empresa rentable?
- Fuerzas primarias de la competencia en cada mercado. ¿Cuáles son las principales fortalezas de la competencia?
- Información de los principales competidores, precios, diferenciación, innovación tecnológica, enfoque, etc.
- Ventaja competitiva por plus en el producto o en el servicio, valor agregado.
- Servicios o productos principales de la empresa.
- Información de los clientes.
- Los procesos de inteligencia que se tienen. ¿Se tiene un buen mecanismo de generación de información que favorezca la inteligencia competitiva?
- Calificar la calidad del sistema de inteligencia. ¿Satisface las necesidades de información requeridas?

Fase 2. Recolección de datos
La gran cantidad de datos disponibles y su variabilidad hace cada vez más difícil identificar las fuentes de datos clave para generar información y conocimiento robusto de acuerdo a las necesidades de cada organización, por lo que, se hace necesario saber identificar dónde buscar y cómo buscar.

## Web Scraping
El web scraping es una herramienta para recopilar datos con una gran rapidez; el scraping se utiliza a menudo para obtener ventajas respecto a la competencia, ya que por medio de la extracción de información de la API una empresa puede examinar todos los productos de un competidor y compararlos con los propios . Dentro del scraping existen distintos software de extracción de datos los cuales cuentan  con una interfaz amigable con el usuario, ya que lo pueden utilizar usuarios con experiencia previa en sistemas o simplemente usuarios totalmente inexpertos en uso de estas herramientas, de la cual puede resaltar Octoparse por tener una interfaz agradable para el usuario.

## Sistema de alertas
El sistema de alertas nace en el mercado accionario debido a la necesidad de inversionistas de obtener información fundamental de empresas para poder tomar decisiones de compra-venta; es una herramienta que notifica cada vez que una nueva conversación se está desarrollando en internet relacionada con alguna marca o palabra clave. Esto ayuda a conocer donde, cuando y como mencionan dicha marca o palabra para tomar acciones frente a una situación que representa algún riesgo o una oportunidad para la empresa.
De igual forma, un sistema de alerta permite analizar a la competencia conociendo quienes son, sus movimientos, las críticas y reconocimientos que reciben. Al tener la información obtenida ya almacenada, clasificada y procesada entonces ya podrá ser utilizada para la toma de decisiones.
Se pueden diseñar diversos sistemas de alertas para recolectar diferentes tipos de datos de diferentes fuentes, algunos de ellos son:
- Alertas de Google

- Alertas en Twitter

- Alertas en EbscoHost

- Alertas Scopus

- Alertas en Web of Science

para poder activas los sistemas de alerta en estas fuentes se presentaran un breve video explicando paso a paso como activar las alertas.

### Alertas de Google
Alertas de Google es un servicio de supervisión de los contenidos, que ofrece el motor de búsqueda de la compañía Google, que automáticamente notifica al usuario cuando el nuevo contenido de las noticias, web, blogs, vídeo y/o grupos de discusión coincide con un conjunto de términos de búsqueda seleccionados por el usuario y almacenados por el servicio de Google Alerts.
Este video explica cómo activar las alertas de Google.

### Alertas de EbscoHost
EBSCOhost es una base de datos de información científica sobre medicina, física, química, economía, educación y otros campos. Es propiedad de la compañía EBSCO Publishing que, a su vez, es una subsidiaria de EBSCO Industries.
Este video explica como activar las alertas de EbscoHost.

### Alertas de Web of Science
Web of Science (WoS) es un servicio en línea de información científica, suministrado por Clarivate Analytics (antes, de Thomson Reuters), integrado en ISI Web of Knowledge, WoK. Facilita el acceso a un conjunto de bases de datos en las que aparecen citas de artículos de revistas científicas, libros y otros tipos de material impreso que abarcan todos los campos del conocimiento académico.
Este video explicara como activar las alertas de Web of Science

### Alertas de Twitter
Twitter, Inc. es una empresa de comunicaciones estadounidense con sede en San Francisco, California, propiedad del multimillonario Elon Musk. Su principal producto es la red social de microblogging Twitter. También contaba con la red social de vídeos cortos Vine y el servicio de streaming Periscope.
Este video explicara como activar las alertas de Twitter

### Alertas de Scopus
Scopus es una base de datos bibliográfica de resúmenes y citas de artículos de revistas científicas propiedad de Elsevier lanzada en 2004. Cubre aproximadamente 24.500 títulos de publicaciones seriadas (revistas, conferencias, series de libros de investigación) de más de 5000 editores en 140 países, incluyendo revistas revisadas por pares de las áreas de ciencias, tecnología, medicina y ciencias sociales, incluyendo artes y humanidades.
Este video explica como activar las alertas de Scopus

## Análisis reputacional
El análisis de reputación consiste en la obtención de información para saber cómo una marca es percibida en el mercado, qué presencia tiene y qué sentimientos despierta. Su objetivo principal es buscar las oportunidades de mejora de la reputación que la marca puede explotar.

### Elementos del análisis reputacional
El primer elemento es la percepción del cliente permite a la empresa conocer las actitudes de los consumidores, la probabilidad de que compren y su reconocimiento de marca. El segundo elemento son las herramientas para el análisis, dichas herramientas son el medio para recopilar datos para así generar un análisis de mercado actual. El tercer elemento es la descripción del cliente análisis de la marca, la cual representa a las personas en el mercado de la compañía, conocido como el mercado demográfico o objetivo.

#### Etapas del análisis reputacional

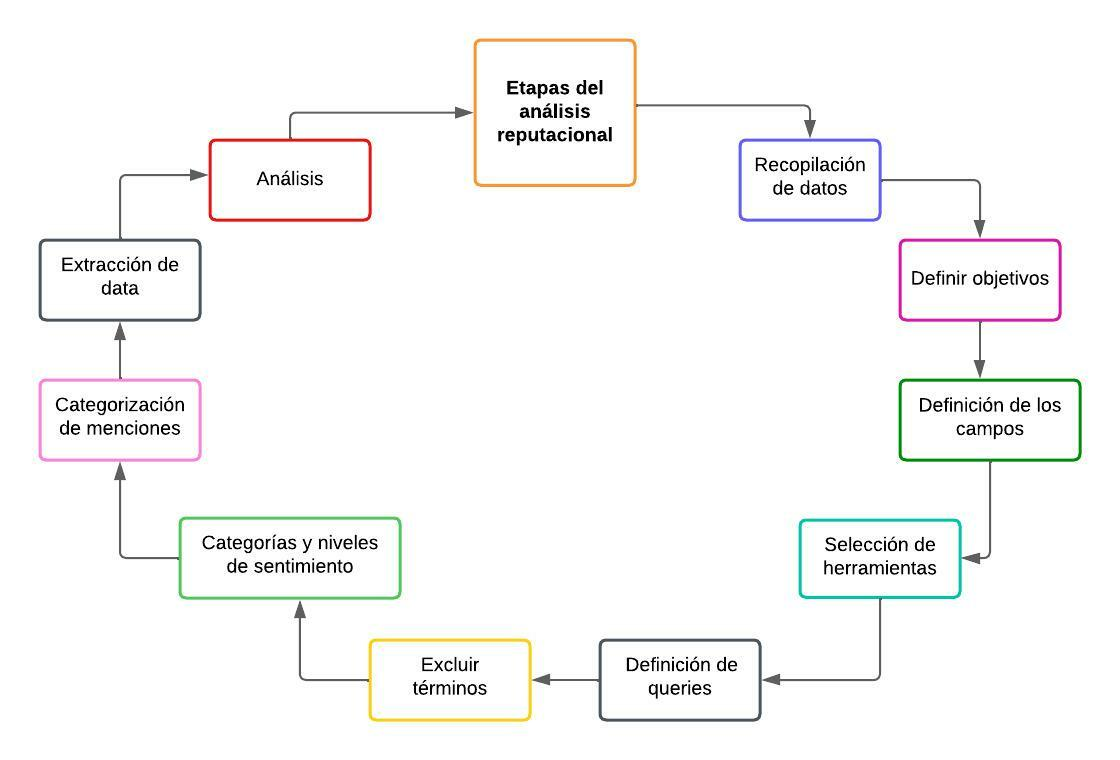
Diagrama secuencial de las deferentes etapas del análisis reputacional